# Tuần lộc
Tuần lộc (danh pháp khoa học: Rangifer tarandus), còn được gọi là tuần lộc Bắc Mỹ, thuộc họ Hươu nai ở vùng Bắc cực và gần Bắc Cực, bao gồm cả hai quần thể cư trú và di cư. Trong khi tổng thể Bắc châu Mỹ phổ biến rộng rãi và rất nhiều, một số phân loài của nó là rất hiếm và một (hoặc hai, tùy thuộc vào phân loại) đã tuyệt chủng.

## Kích thước và đặc điểm
Tuần lộc thay đổi đáng kể trong màu sắc và kích thước. Cả hai giới đực cái đều phát triển gạc (sừng), mặc dù ở con đực, gạc thường lớn hơn. Có một số ít con cái thiếu gạc hoàn toàn.

## Được sử dụng
Sự săn bắn và chăn nuôi tuần lộc hoang dã và tuần lộc nuôi (để lấy thịt, da, sữa, gạc và dùng trong giao thông vận tải) là quan trọng đối với người ở Bắc Cực và một số người cận Bắc Cực. Thậm chí đến nay bên ngoài lãnh thổ của nó, tuần lộc cũng được biết đến nhiều do huyền thoại Mỹ phổ biến, có thể có nguồn gốc vào đầu thế kỷ 19, trong đó xe trượt tuyết của ông già Noel được kéo bởi tuần lộc bay, một yếu tố thế tục phổ biến của lễ Giáng sinh. Trong số 9 con tuần lộc thì con tuần lộc Rudolph nổi tiếng nhất vì có chiếc mũi đỏ phát sáng để dẫn đường cho ông già Noel và 8 con tuần lộc khác vào buổi tối

## Hình ảnh

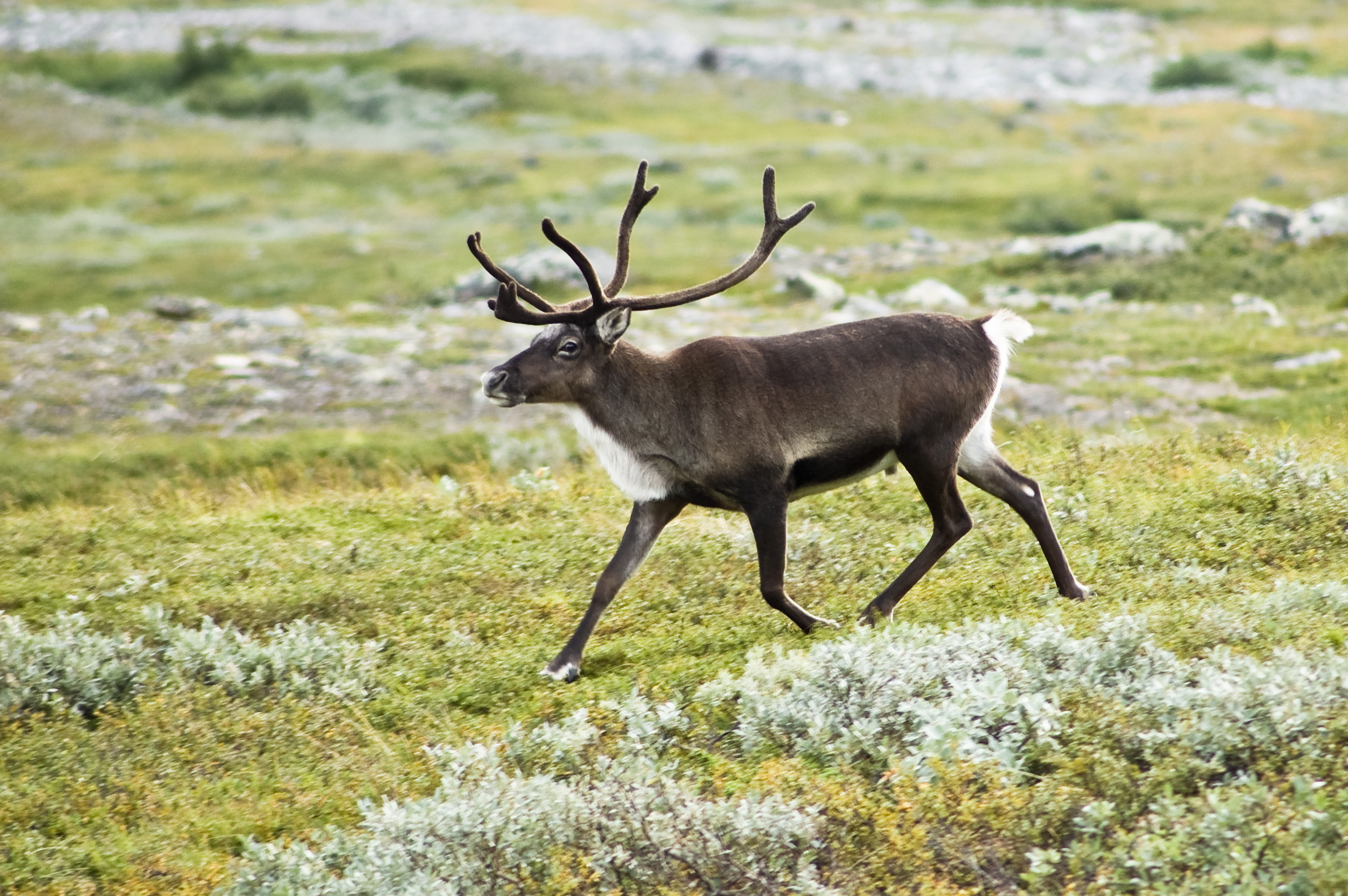
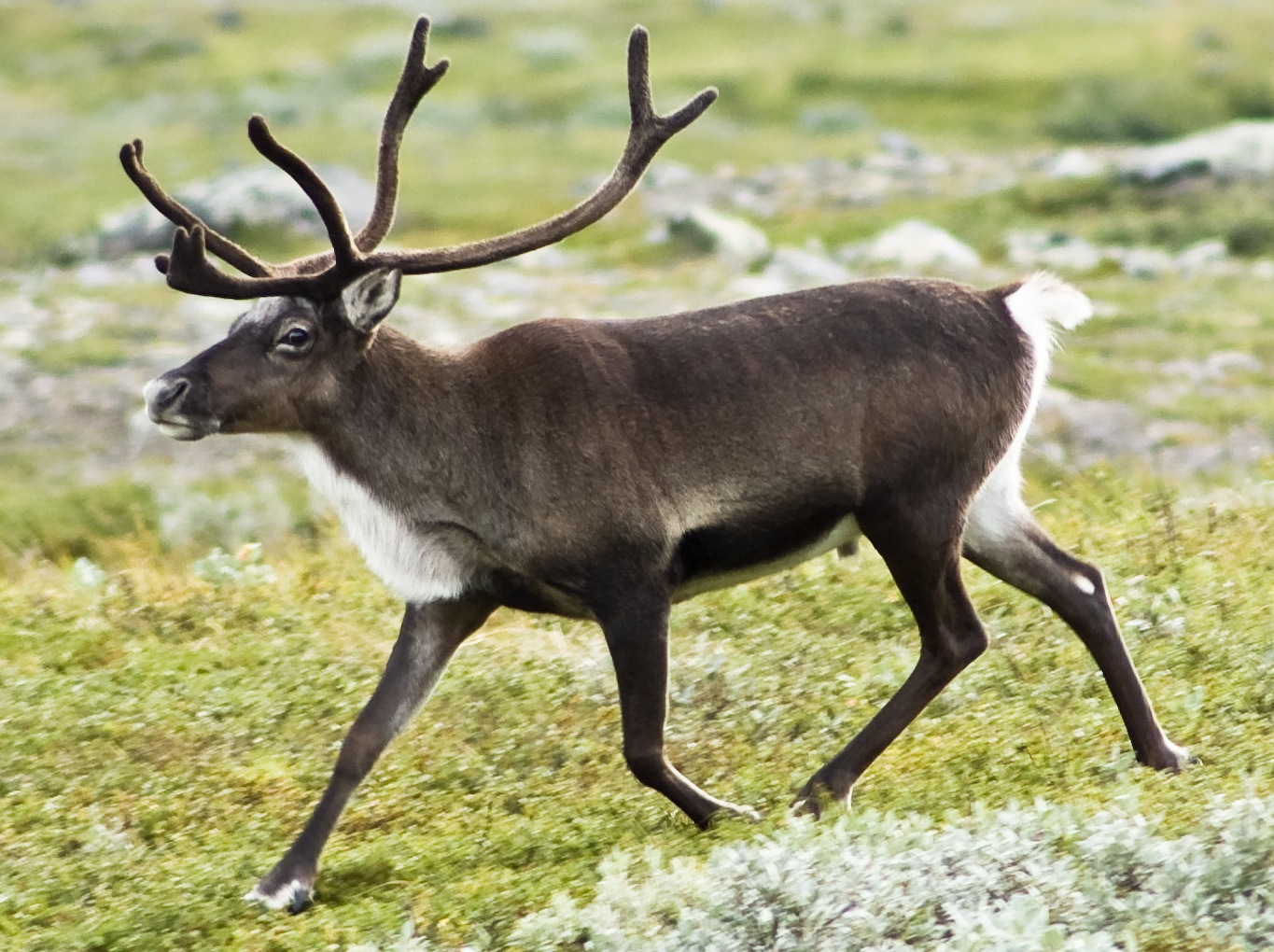
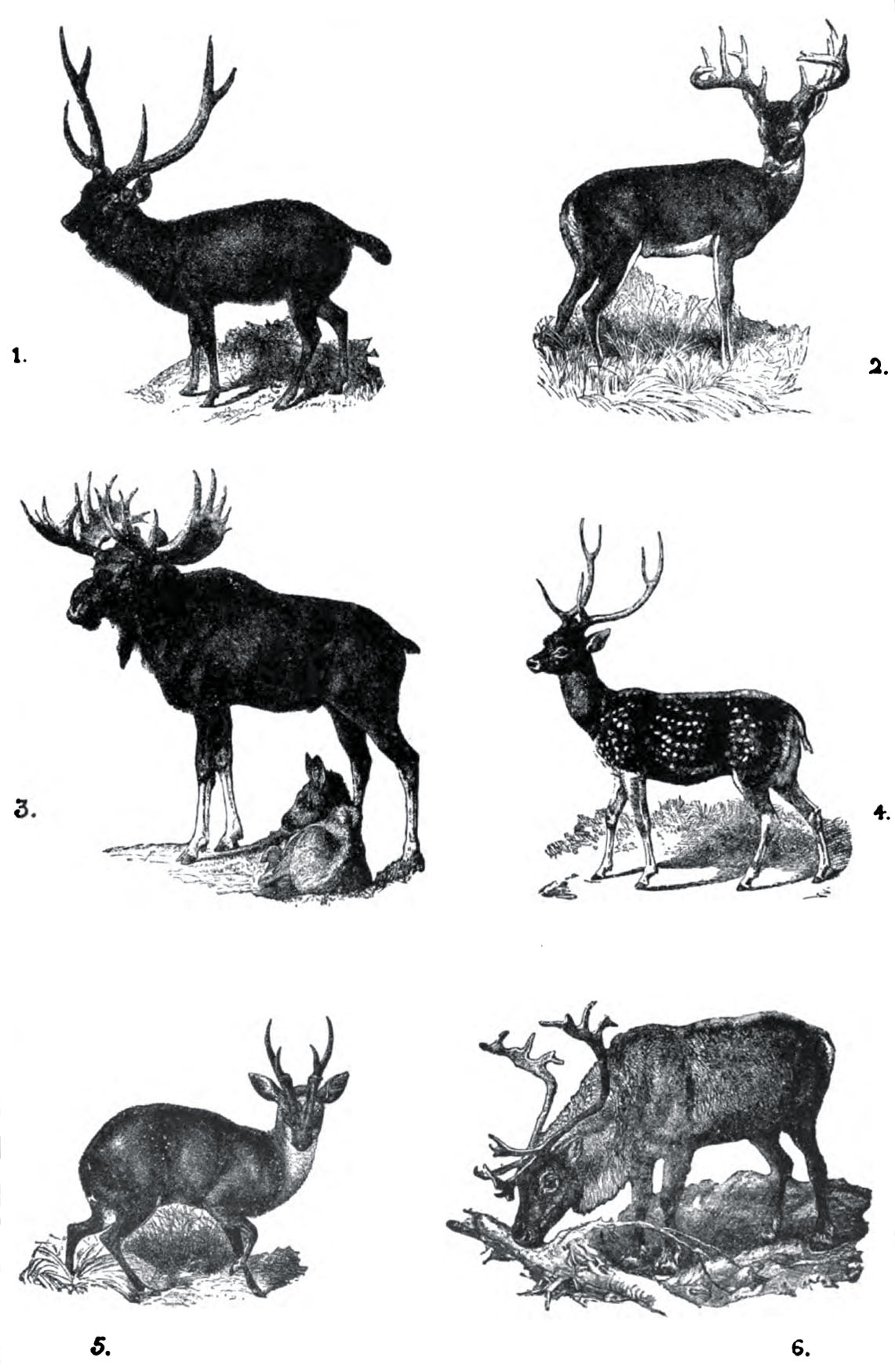
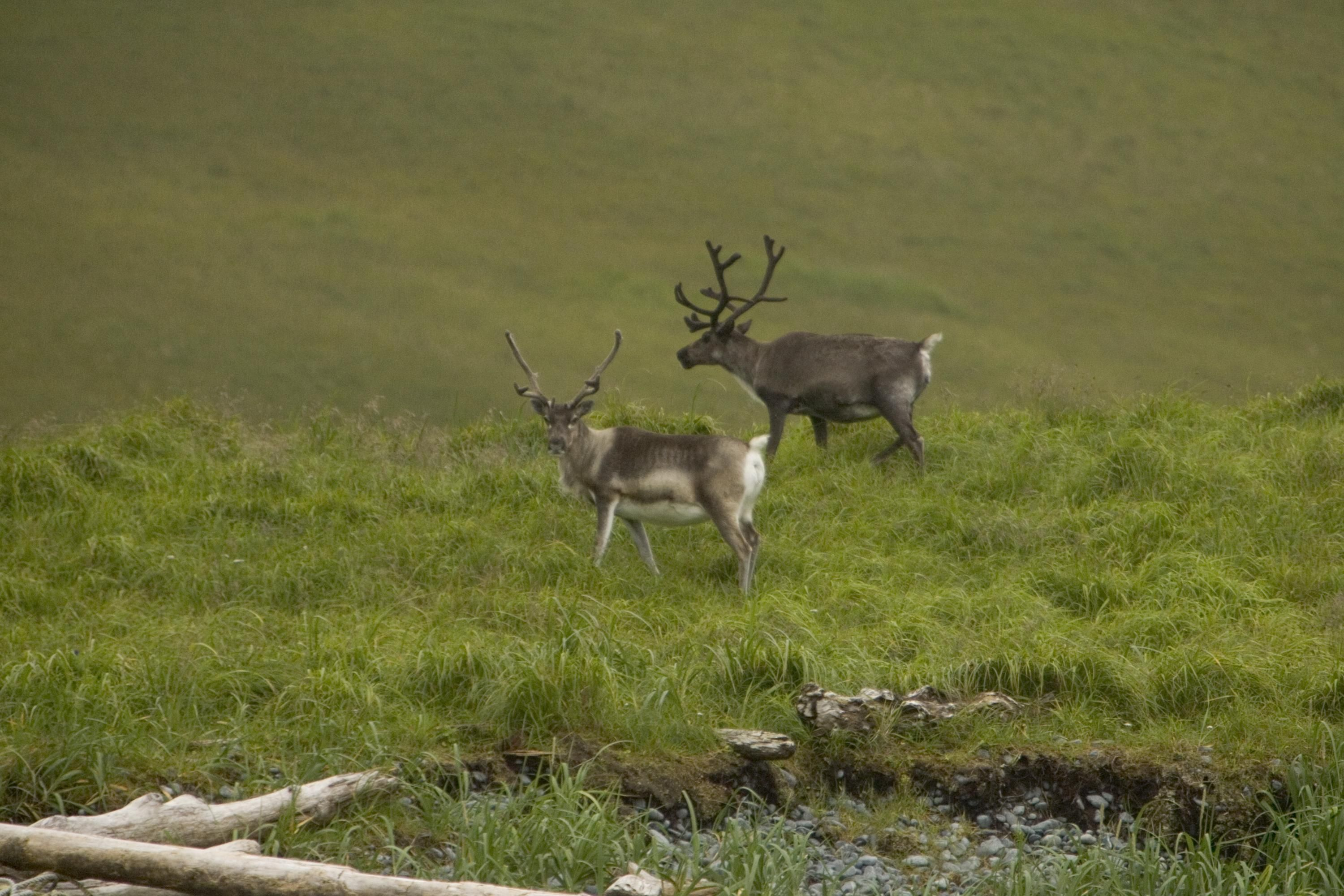
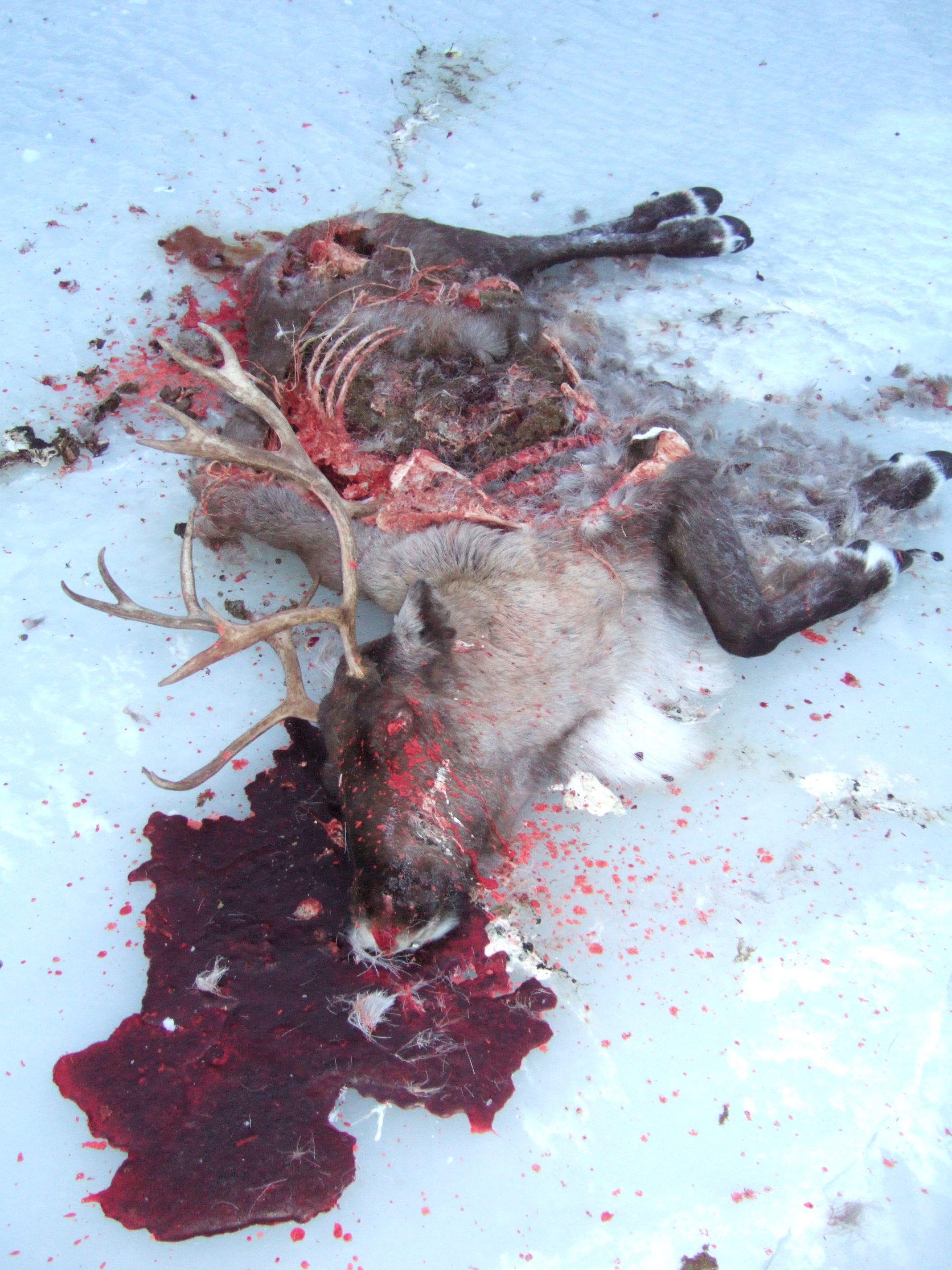

## Phân loài
- R. t. buskensis
- R. t. caboti
- R. t. caribou
- R. t. granti
- R. t. fennicus
- R. t. groenlandicus
- R. tarandus osborni
- R. t. pearsoni
- R. t. pearyi
- R. t. phylarchus
- R. t. platyrhynchus
- R. t. tarandus
- R. t. terraenovae
- R. t. sibiricus
- †R. t. dawsoni
- †R. t. eogroenlandicus

## Các loài tuần lộc
- Tuần lộc núi
- Tuần lộc rừng di cư
- Tuần lộc rừng Phần Lan
- Tuần lộc đất
- Tuần lộc Bắc Cực
- Tuần lộc Rudolph Mũi đỏ
- Tuần lộc Porcupine
- Tuần lộc Dawson
- Tuần lộc Svalbard